# Eoschizopera crassipinata
Eoschizopera crassipinata är en kräftdjursart som först beskrevs av Claude Chappuis 1954.  Eoschizopera crassipinata ingår i släktet Eoschizopera och familjen Diosaccidae. Inga underarter finns listade i Catalogue of Life.